# 贾岛
贾岛（779年—843年），字浪仙（亦作閬仙），自号碣石山人，范陽郡涿縣（今河北涿州市）人，唐朝诗人，有诗奴之称，與韓愈同時。

## 生平
贾岛贫寒，曾经做过和尚，法号无本。元和五年（810年）冬，至长安，见张籍。据说在洛阳时候因当时有令禁止和尚午后外出，贾岛做诗发牢骚，被韩愈发现其才华。后受教于韩愈，并还俗参加科举，但累举不中第。元和十四年（819年），韩愈抵潮州（今廣東潮州），致信贾岛，贾岛作《寄韩潮州愈》诗给韩愈。长庆二年（822年）举进士，以“僻涩之才无所用”。唐文宗的时候被排挤，贬做长江主簿。唐武宗会昌年初由普州司仓参军改任司户，未任病逝。《新唐书》将贾岛附名于《韩愈传》之後。

## 评价
贾岛是著名的“苦吟派”诗人，著名的典故“推敲”即出自此人。传说他在驴背上苦思“鸟宿池边树，僧敲月下门”两句，反复斟酌用推还是用敲字，以至错入了韩愈的仪仗。后来人们将斟酌炼字称作“推敲”。他还曾为自己的《送无可上人》颔联“独行潭底影，数息树边身”写了注释，其中的“二句三年得，一吟双泪流”道出作者吟诗的艰辛，后世亦有诗人受这两句诗的影响。
贾岛的代表作有〈寻隐者不遇〉：“松下問童子，言師採藥去；只在此山中，雲深不知處”，他较为擅长五言律诗，意境多孤苦荒凉，赵紫芝、翁灵舒之辈，独喜贾岛、姚合之诗。姚合与贾岛友善，后世合稱“姚贾”，并将二人之诗称为“姚贾诗派”；又有一說，姚诗学贾。
司空图说贾岛：“贾浪仙诚有警句，视其全篇，意思殊馁，大抵附于蹇涩，方可致才，亦为体之不备也。”苏轼在〈祭柳子玉文〉中提到：“元輕白俗，郊寒島瘦。”评价他和同时代的诗人孟郊，遂成千古定評。歐陽修譏其詩如“燒殺活和尚”。有《长江集》10卷，通行有《四部丛刊》影印明翻宋本。
賈島為僧無可的堂兄，兩人詩歌均尚奇險。《劍客》辭云：「十年磨一劍，霜刃未曾試。今日把示君，誰有不平事？」竹林七賢之劉伶好酒，后人戲謔曰：「賈島醉來非假倒，劉伶飲盡不留零」。